# Archena
Archena é um município da Espanha na província e comunidade autónoma de Múrcia. Tem 16,5 km² de área e em 2021 tinha 19 500 habitantes (densidade: 1 181,8 hab./km²).

## Demografia
| Variação demográfica do município entre 1991 e 2004 | Variação demográfica do município entre 1991 e 2004 | Variação demográfica do município entre 1991 e 2004 | Variação demográfica do município entre 1991 e 2004 |
| --------------------------------------------------- | --------------------------------------------------- | --------------------------------------------------- | --------------------------------------------------- |
| 1991                                                | 1996                                                | 2001                                                | 2004                                                |
| 13487                                               | 14163                                               | 14964                                               | 15856                                               |